# Čop (úder)

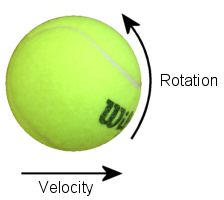
Vektory sil působící na míč při backspinu.

Čop (také slajs) je druh úderu míče v některých sportech používajících raketu či pálku. Míč při něm získává dolní rotaci, je roztočen okolo vodorovné osy vzad vzhůru (horní část míče rotuje proti směru letu a uplatňuje se Magnusův jev). Pohyb rakety je veden shora dolů. Letová dráha je většinou plochá a odskok míče nízký.
Opakem čopu je topspin, kdy je míči udělována horní rotace.

## Druhy sportu
Nejvíce je čop používán v tenise, stolním tenise a golfu.